# Castelseprio
Castelseprio es una localidad y comune italiana de la provincia de Varese, región de Lombardía, con 1.288 habitantes.
El área del castrum con el monasterio de Torba, la iglesia de Santa Maria foris portas con sus frescos y las ruinas de la basílica de San Giovanni Evangelista son parte de un grupo de siete sitios conocidos como «Centros de poder de los longobardos en Italia (568-774 d.C.)», declarado Patrimonio de la Humanidad por la UNESCO el 25 de junio de 2011.

## Evolución demográfica
| Gráfica de evolución demográfica de Castelseprio entre 1861 y 2001 |
|                                                                    |
| Fuente ISTAT - elaboración gráfica de Wikipedia                    |